# Naveen Andrews
Naveen William Sidney Andrews (sinh ngày 17 tháng 1 năm 1969) là một nam diễn viên người Anh. Ông nổi tiếng với những vai diễn như Sayid Jarrah trong loạt phim truyền hình Mất tích, Kip Singh trong phim điện ảnh The English Patient và Sanjay trong bản làm lại năm 2002 của Rollerball. Với phim Mất tích, Andrews được các đề cử giải Primetime Emmy (2005), Quả cầu vàng (2006); và thắng giải SAG (2006) ở hạng mục Dàn diễn viên có diễn xuất nổi bật trong phim truyền hình.
Cùng năm 2006, ông được tạp chí People bình chọn là Người đẹp nhất thế giới.